# Wilhelm Plankl
Wilhelm Plankl (* 4. Oktober 1900 in Schwechat bei Wien; † 17. April 1958) war ein österreichischer Altphilologe und Übersetzer.
Er wurde am 8. Juli 1924 an der Universität Wien mit der Dissertation „Quatenus parodus cum dramatum expositione cohaereat“ promoviert.
Mit Karl Vretska besorgte er eine Nachdichtung von Vergils Aeneis unter Verwendung der Übersetzung von Ludwig Neuffer (Reclams Universal-Bibliothek 1959). Für die Sammlung Tusculum übersetzte er Alkiphron (Hetärenbriefe), Parthenios von Nicaea (Liebesleiden), Theophrastus von Eresos (Charaktere) und Lukian von Samosata (Hetärengespräche). Er übersetzte auch Ovid, Horaz und Juvenal und gab eine 1958 bei Goldmann herausgegebene Auswahl von Hetärengesprächen von Lukian, Alkiphron und Aristainetos heraus.
1948 wurde er in Wien wegen Hochverrats und Bereicherung bei der Arisierung (1938, Saphir-Handelsgesellschaft im Besitz von Kurt Bial, Plankl wurde 1942 dritter Gesellschafter) sowie anderer Vorwürfe (nach dem Kriegsverbrechergesetz) zu drei Jahren Gefängnis verurteilt.